# Astragalus hymenocalyx
Astragalus hymenocalyx är en ärtväxtart som beskrevs av Pierre Edmond Boissier. Astragalus hymenocalyx ingår i släktet vedlar, och familjen ärtväxter. Inga underarter finns listade i Catalogue of Life.